# Sum
Sum, sumu, sumon, ou somon (plural:sumd) é um tipo de distrito administrativo usado na China, Mongólia, e Rússia.

## China
Na Mongólia Interior, um sumu (Mongol: ᠰᠤᠮᠤ, transliteração: sumu; chinês: 苏木, pinyin: sūmù) é uma das divisões políticas da China. A divisão sumu é equivalente à um Cantão mas é o único da Mongólia Interior.
Sumus cuja população é predominante de minorias étnicas são designadas sumu étnico – correlato com o Cantão Étnico no resto da China. Em 2010, havia apenas uma Sumu étnica na China, o Evenk Sumu étnico.

## Mongólia
Um sum (em mongol:  сум) é a subdivisão de segundo nível administrativo abaixo das Aimags (províncias). Há 331 sums na Mongólia. Cada sum é subdividido em bags.

## Rússia
Na Rússia, um sumon é uma divisão administrativa da República Tuva, e somon é o da República Buryat. Ambos são tipos de selsoviet.